# Ângelo Veloso
Ângelo Matos Mendes Veloso (Porto, 1 de novembro de 1930 — Lisboa, 16 de setembro de 1990) foi um político que se destacou na luta contra o Estado Novo e como dirigente do Partido Comunista Português.

## Biografia

### Juventude
Filho de António Veloso de Pinho professor/doutor oftalmologista e irmão de António Matos Veloso, arquiteto, natural do Porto, Ângelo Matos Mendes Veloso ingressou na Universidade daquela cidade e, posteriormente, transferiu-se para Lisboa, onde se destacou no movimento político estudantil, continuando, aliás, a atividade já iniciada no MUD Juvenil.

### Adesão ao Partido Comunista Português
Em 1949, aderiu ao PCP e, em 10 de abril de 1951, é preso pela primeira vez.

#### Prisão de 1955
Em 4 de fevereiro de 1955 é de novo preso, acusado de ser "membro da associação secreta e subversiva "Mud-Juvenil" (integrava a Comissão Central do MUD Juvenil). Na cadeia, é sucessivamente punido, incluindo 30 dias de "prisão na própria cela". Julgado com outros 82 antifascistas pelo tribunal plenário do Porto, foi condenado, em 12 de junho de 1957, na pena de 2 anos de prisão, considerada "expiada com a prisão preventiva já sofrida", acrescendo a medida de segurança de internamento por período não inferior a 6 meses e suspensão de direitos políticos por 15 anos, sendo transferido para o Forte de Peniche. Em 28 de março de 1959, é "restituído à liberdade condicional pelo período de 5 anos".

#### Clandestinidade
Em 1959 passa a funcionário do PCP e mergulha na clandestinidade. Assume sucessivamente o controlo de organizações em Lisboa e Vale do Tejo. Em 1966 é cooptado para o Comité Central como suplente e em 1967 passa a membro efetivo.

#### Prisão de 1969
Preso pela terceira vez em 25 de maio de 1969, só viria a ser libertado em 1974.

#### Após a revolução
Após a revolução de 25 de abril de 1974, Ângelo Veloso foi deputado à Assembleia Constituinte e à Assembleia da República, e em 1985 foi candidato a Presidente da República apresentado pelo PCP.
No VIII Congresso do PCP foi eleito membro suplente da Comissão Política, e no X Congresso passou a membro efetivo, no qual se manteve até ao XIII Congresso (Extraordinário).

Faleceu em Lisboa, a 16 de setembro de 1990. O seu funeral foi acompanhado por milhares de pessoas até ao cemitério do Alto de São João.